# Lijst van vuurtorens in Suriname
Dit is een lijst van vuurtorens in Suriname.

## Vuurtorens
| Naam                         | Foto | Bouwjaar  | Locatie & coördinaten (*)                            | Status                                                                                           | Hoogte toren | NGA- nummer | Admiralty- nummer | ARLHS- nummer |
| ---------------------------- | ---- | --------- | ---------------------------------------------------- | ------------------------------------------------------------------------------------------------ | ------------ | ----------- | ----------------- | ------------- |
| Vuurtoren Hoek Galibi        |      | ca. 1871  | Galibi 5° 45′ NB, 53° 49′ WL                         | Inactief sinds 2012.                                                                             | 60 m         | ex-17400    | ex-J6882          | SUR-001       |
| Lichtschip Suriname-Rivier 1 |      | 1910      | Commewijne 5° 53′ NB, 55° 5′ WL                      | Buiten dienst gesteld in 1972, in nat dok geplaatst in het openluchtmuseum Fort Nieuw-Amsterdam. | 11,58 m      | geen data   | geen data         | SUR-004M      |
| Lichtschip Suriname-Rivier 2 |      | 1923      | Surinamerivier, Para (district) 5° 32′ NB, 55° 3′ WL | Buiten dienst gesteld in 1981.                                                                   | 40,3 m       | geen data   | geen data         | geen data     |
| Lichtschip Suriname-Rivier 3 |      | 1923      | Surinamerivier, Para (district) 5° 32′ NB, 55° 3′ WL | Buiten dienst gesteld in 1981                                                                    | 40,3 m       | geen data   | geen data         | geen data     |
| Vuurtoren Nickerie-Rivier    |      | geen data | Nieuw-Nickerie 5° 58′ NB, 57° 1′ WL                  | Inactief sinds 2011                                                                              | 21 m         | ex-17356    | ex-J6866          | SUR-005       |

(*) Lichtschipcoördinaten na de buiten dienststelling